# Guásimos
Guásimos est l'une des vingt-neuf municipalités de l'État de Táchira au Venezuela. Son chef-lieu est Palmira. En 2011, la population s'élève à 43 236 habitants.

## Géographie

### Subdivisions
Selon l'Institut national de statistique et contrairement à la plupart des municipalités du pays, la municipalité de Guásimos ne comporte aucune paroisse civile.